# Don Ameche
Don Ameche, właśc. Dominic Felix Ameche (ur. 31 maja 1908 w Kenosha, zm. 6 grudnia 1993 w Scottsdale) – amerykański aktor.
Zwycięzca Oscara dla najlepszego aktora drugoplanowego za rolę Arta Selwyna w komediodramacie fantastycznonaukowym Rona Howarda Kokon (1985). Laureat Pucharu Volpiego i Nagrody Pasinettiego dla najlepszego aktora na 45. Festiwalu Filmowym w Wenecji za rolę Gino w dramacie kryminalnym Davida Mameta Fortuna kołem się toczy (1988).
8 lutego 1960 otrzymał dwie własne gwiazdy w Alei Gwiazd w Los Angeles znajdujące się przy 6101 Hollywood Boulevard (telewizja) i 6313 Hollywood Blvd. (radio).

## Wczesne lata
Urodził się w Kenosha w Wisconsin w rodzinie rzymskokatolickiej jako drugie z ośmiorga dzieci. Jego matka, Barbara Etta Hertel, była pochodzenia szkockiego, irlandzkiego i niemieckiego. Jego ojciec, Felice Amici, był operatorem salonu i barmanem z Montemonaco, w regionie Marche, w prowincji Ascoli Piceno. Ojciec zmienił pisownię swojego imienia z „Amici” na „Ameche”, kiedy wyemigrował do Stanów Zjednoczonych. Ameche miał cztery siostry – Elizabeth C. „Betty” (1906–1984), Catherine Ettę (1920–1992), Mary Jane (1922–2009) i Ann Lucy (1925–2010) oraz trzech braci – Louisa Williama (1910–1971), Jamesa Petera „Jima” (1915–1983) i Umberto „Berta” Henry’ego (1917–1999). Ameche uczęszczał do Marquette University w Milwaukee, Loras College w Dubuque i University of Wisconsin-Madison.

## Kariera
Ameche brał udział w sztukach już w szkole średniej, a potem w college’u w Madison w przedstawieniu Nadmiar bagażu (Excess Baggage). W 1929 zastąpił zaginionego aktora w roli kamerdynera w sztuce Jerry-for-Short w Nowym Jorku, po czym odbył tournée z wodewilem z Texas Guinan. Następnie przeniósł się do Chicago, gdzie w 1930 rozpoczął karierę radiową w audycji Empire Builders, programie nadawanym przez Merchandise Mart. Do 1932 był główną postacią dwóch innych programów w Chicago: antologii dramatycznej The First Nighter Program i jako Bob Drake w Betty i Bob.
Występował na Broadwayu w roli Steve’a Canfielda w komedii muzycznej Jedwabne pończoszki (1955–56), Roberta Deana w komedii Święto zakochanych (1957), Maxa Grady’ego w komedii muzycznej Złotowłosa (1958–59), Chuna w musicalu 13 córek (1961), Henry’ego Orienta w musicalu Henry, Sweet Henry (1967) i jako kierownik sceny w sztuce Thorntona Wildera Nasze miasto (1989).
Sprowadzony do Hollywood przez producenta 20th Century Studios, Darryla Zanucka, Ameche grał głównie romantyczne role w towarzystwie wielu czołowych gwiazd tamtej epoki. W screwball comedy Mitchella Leisena Północ (Midnight, 1939) zagrał główną rolę Tibora Czerny’ego. Grał w komediach: Nieoczekiwana zmiana miejsc (1983), Kokon (1985) i jej kontynuacji Kokon: Powrót (1988).

## Życie prywatne
26 listopada 1932 zawarł związek małżeński z Honorą M Prendergast, z którą był aż do jej śmierci 5 września 1986. Mieli sześcioro dzieci: czterech synów – Dona, Ronalda, Thomasa Anthony’ego i Lawrence’a Michaela oraz dwie córki – Barbarę Balindę i Constance Victorię.

### Śmierć
Zmarł 6 grudnia 1993 w domu swego syna w Scottsdale w stanie Arizona na raka gruczołu krokowego w wieku 85 lat.

## Wybrana filmografia
- Clive of India (1935) jako więzień w podziemiach
- Piekło Dantego (1935) jako mężczyzna w Stoke-Hold
- Ramona (1936) jako Alessandro
- Zakochane kobiety (1936) jako dr Rudi Imre
- Sins of Man (1936) w podwójnej roli: Karl Freyman/Mario Signarelli
- One in a Million (1936) jako Bob Harris
- W starym Chicago (1937) jako Jack O’Leary
- Szalony chłopak (1938) jako Charlie Dwyer
- Trzej muszkieterowie (1939) jako D’Artagnan
- Północ (1939) jako Tibor Czerny/"Baron Czerny"
- Historia Alexsandra Grahama Bella (1939) jako Alexander Graham Bell
- Księżyc nad Miami (1941) jako Phil O’Neil
- Niebiosa mogą zaczekać (1943) jako Henry Van Cleve
- Śpij kochanie (1948) jako Richard W. Courtland
- Prawo Burke’a (serial TV: 1963) jako Whitman Saunders
- A gdyby wszczęli wojnę i nikt się nie stawił? (1970) jako płk Flanders
- Nieoczekiwana zmiana miejsc (1983) jako Mortimer Duke
- Kokon (1985) jako Arthur „Art” Selwyn
- Kumple (1987) jako Art Riddle
- Harry i Hendersonowie (1987) jako dr Wallace Wrightwood
- Książę w Nowym Jorku (1988) jako żebrak Mortimer
- Kokon: Powrót (1988) jako Arthur „Art” Selwyn
- Fortuna kołem się toczy (1988) jako Gino
- Oskar (1991) jako ks. Clemente
- Szalona rodzinka (1992) jako Harry Aldrich
- Niezwykła podróż (1993) – Shadow (głos)
- Corrina, Corrina (1994) jako dziadek Harry